# Букер Ті
Букер Тіо Хаффман (англ. Booker Tio Huffman) — американський реслер, який відомий під своїм сценічним ім'ям Букер Ті. В даний момент працює у WWE. Також працював у TNA з 2007 по 2009 рік. Є одним з власників Pro Wrestling Aliance.

## Коронні прийоми
- Фінішери
  - Book-end (Кінець книги)
  - Scissors kick
- Коронні прийоми
- 110th Street Slam
- Forearm smash (іноді з третього каната)
- Harlem Hangover (WCW) / Houston Hangover(WWF/E) (сальто з 3 каната, після якого йде легдроп)
- Різні варіанти ударів
- Harlem Sidekick / Houston Sidekick (Jumping calf kick)
- Spinning crescent
- Heat Seeker (Missile dropkick) (Дропкік з третього каната)
- Spinning heel
- Superkick
- Chop
- Running knee drop, з таунтами
- Russian legsweep
- Sidewalk slam
- Sunset flip з кута, або з канатів на суперника, який біжить